# Doktor Allwissend (Brüder Grimm)

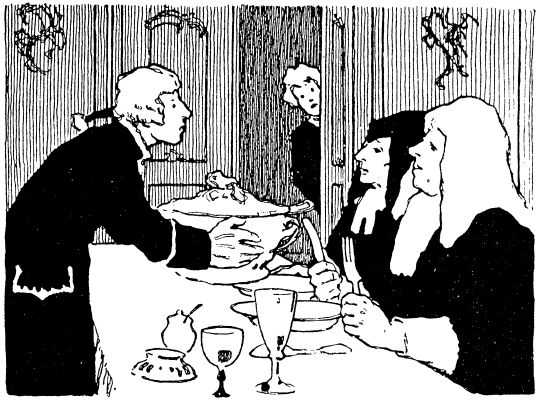
Illustration von Otto Ubbelohde, 1909

Doktor Allwissend ist ein Schwank (ATU 1641). Er steht in den Kinder- und Hausmärchen (KHM) der Brüder Grimm an Stelle 98 (KHM 98). Dort schrieb sich der Titel Doctor Allwissend.

## Inhalt
Ein armer Bauer fuhr mit zwei Ochsen ein Fuder Holz in die Stadt und verkaufte es für zwei Taler an einen Doktor. Als er nun sah, wie gut der Doktor lebte, beschloss er, auch ein Doktor zu werden. Er kaufte sich ein ABC-Buch und nannte sich fortan „Doktor Allwissend“. Als nun einem reichen Manne eine große Summe Geldes gestohlen worden war, rief man ihn, um den Diebstahl aufzuklären. Kurz darauf saß er mit seiner Frau bei dem Bestohlenen zum Essen. Als ein Diener den ersten Gang servierte, sagte der Doktor Allwissend zu seiner Frau: „Das war der Erste“, und meinte damit den ersten Gang. Der Diener jedoch, der an dem Diebstahl beteiligt war, dachte; der Doktor wollte damit andeuten, er sei der erste Dieb. Das gleiche Schauspiel wiederholte sich noch zweimal. Der Doktor sollte raten, was unter einer Schüssel war und sprach bei sich: „Ach, ich armer Krebs!“ Tatsächlich waren es Krebse. Da beichteten die vier Diener dem Doktor ihre Untat und zeigten ihm das Geldversteck, mit der Bitte, sie nicht zu verraten. Der Doktor gab dem reichen Mann sein Geld zurück, sagte aber nicht, wer es gestohlen hatte. So bekam er von beiden Seiten eine großzügige Belohnung und ward ein berühmter Mann.

## Herkunft

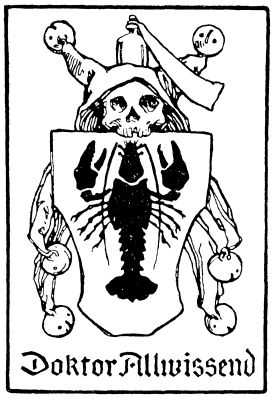
Illustration von Otto Ubbelohde, 1909

Grimms Anmerkung notiert „Aus Zwehrn“ (von Dorothea Viehmann). Eine plattdeutsche Variante konnte ihnen nicht vollständig erzählt werden. In der „Abendzeitung 1819 Nr. 171“ lässt sich ein hungriger Köhler drei Tage beim König speisen, um Diebe herauszufinden, falls nicht, soll er sterben. Jeden Abend beim letzten Trunk sagt er: „Das wäre der eine!“, usw. Weitere Stellen: Die Zeitschrift „Casseler Bote 1822 Nr. 51“, von Weigand in Mannhardts Zeitschrift für deutsche Mythologie 3, 36–46, Straparola 13,6, persisch bei Kisseh-Khun „S. 44“.
Der Schwank steht ähnlich 1736 in Georg Christoph Ruckarts Die lachende Schule, im deutschsprachigen Raum zuerst in Heinrich Bebels Libri facetiarum, noch früher bei Somadeva. ABC-Bücher hatten oft einen Hahn auf dem Titel, er symbolisierte Wachsamkeit.
Statt Bildung reüssiert der Schwankheld mit Bauernschläue, wie KHM 61 Das Bürle. Die Wendung, es ginge den Dieben „an den Hals“, wurde für KHM 44, 81, 192 übernommen. Der Name Doktor Allwissend wurde sprichwörtlich.

## Parodie
In Janoschs Parodie merkt sich die Bauersfrau die häufigsten Sätze des Doktors, womit ihr Mann und sie immer reicher und beliebter werden.